# (4080) Galinskij
(4080) Galinskij est un astéroïde de la ceinture principale.

## Description
(4080) Galinskij est un astéroïde de la ceinture principale. Il fut découvert le 4 août 1983 à Naoutchnyï par Lioudmila Karatchkina. Il présente une orbite caractérisée par un demi-grand axe de 2,19 UA, une excentricité de 0,21 et une inclinaison de 3,8° par rapport à l'écliptique.

## Compléments